# لبرژمن-د-وری
لبرژمن-د-وری (به فرانسوی: L'Abergement-de-Varey) یک کمون در کشور فرانسه است که در canton of Ambérieu-en-Bugey واقع شده‌است.

## خصوصیات
لبرژمن-د-وری ۹٫۱۵ کیلومترمربع مساحت و ۱۹۴ نفر جمعیت دارد و ۳۸۰ متر بالاتر از سطح دریا واقع شده‌است.